# Remixes Compiled
Remixes Compiled è una compilation di remix pubblicata dalla band elettronica Telefon Tel Aviv nel 2007.

## Tracce
1. Even Deeper [Telefon Tel Aviv Remix] - Nine Inch Nails
2. All Around [Telefon Tel Aviv Remix] - Bebel Gilberto
3. Got Me Lost/Driving in LA [Telefon Tel Aviv Remix] - John Hughes
4. Komponent [Telefon Tel Aviv Remix] - Apparat
5. BBQ Plate [Last Supper Mix] - Ammoncontact
6. Green Green Grass [Telefon Tel Aviv Remix] - The American Analog Set
7. Genuine Display [Telefon Tel Aviv Remix] - Midwest Product
8. Stolen Moments [Telefon Tel Aviv Remix] - Oliver Nelson (tratto da Impulsive! Revolutionary Jazz Reworked)
9. Time Is Running Out [Telefon Tel Aviv Remix] - Phil Ranelin
10. Fading Away [Telefon Tel Aviv Remix] - Nitrada
11. Asleep on the Wing [Telefon Tel Aviv Remix] - Marc Hellner
12. Knock Me Down Girl [Telefon Tel Aviv Remix] - Slicker